# Fauchaldius insolita
Fauchaldius insolita är en ringmaskart som först beskrevs av Amoureux 1978.  Fauchaldius insolita ingår i släktet Fauchaldius och familjen Eunicidae. Inga underarter finns listade i Catalogue of Life.